# Dirk Visser van Hazerswoude
Dirk Visser, heer van Hazerswoude (Zaandam, 1 november 1830 – Heemstede, 4 oktober 1890) was een Nederlands advocaat en politicus voor de Liberale Unie.

## Levensloop
Visser werd geboren als een zoon van Gerrit Visser en Grietje Houttuyn. Hij studeerde Romeins en hedendaags recht aan de Hogeschool Leiden en promoveerde daar in 1856 op Specimen oeconomico-juridicum inaugurale continens quaestiones quasdam de oeconomia politica et jure publico, ad Grotianos libros exactas […]. Hij begon zijn carrière als advocaat te Amsterdam. Daarna was hij lid van de Eerste Kamer der Staten-Generaal. Van 14 juli 1886 tot 4 oktober 1890 was hij lid van de Tweede Kamer der Staten-Generaal.

## Persoonlijk
Dirk trouwde op 30 september 1859 te Zaltbommel met jonkvrouw Marie Anne Catherine van Merlen (1835-1922), telg uit het geslacht Van Merlen. In 1873 erfde hij het landgoed Westerhout (Heemstede) in Heemstede.
- Biografisch Portaal: 74888053
- Parlement.com: vg09llc23fqc